# Hilary Duff: Learning to Fly
Hilary Duff: Learning To Fly to trzecie muzyczne DVD wydane 16 listopada 2004 przez Hilary Duff. Materiał na płycie trwa 27 minut i zawiera:
- Teledysk do singla "Fly"
- Tworzenie teledysku do singla "Fly".
- Film z trasy koncertowej.
- Koncert i próbę filmu.

Okładka DVD